# Nawadurga
Nawadurga (nep. नवदुर्गा) – gaun wikas samiti w zachodniej części Nepalu w strefie Mahakali w dystrykcie Dadeldhura. Według nepalskiego spisu powszechnego z 2001 roku liczył on 594 gospodarstw domowych i 3184 mieszkańców (1757 kobiet i 1427 mężczyzn).